# Quadricalcarifera nigribasalis
Quadricalcarifera nigribasalis är en fjärilsart som beskrevs av Alfred Ernest Wileman 1910. Quadricalcarifera nigribasalis ingår i släktet Quadricalcarifera och familjen tandspinnare. Inga underarter finns listade.